# Teresa Bontempi
Teresa Bontempi (Locarno, 8 juli 1883 - Cevio, 25 augustus 1968) was een Zwitserse lerares, onderwijsinspectrice, redactrice en irredentiste die de aansluiting van het kanton Ticino bij Italië bepleitte.

## Biografie
Teresa Bontempi was een dochter van Giacomo Bontempi, een leraar en secretaris-generaal van het Departement Openbaar Onderwijs vanaf 1883. Bontempi behaalde haar diploma van lerares in 1901 en oefende dit beroep uit tot 1907. Ze volgde enkele lessen aan de Universiteit van Fribourg en werd in 1908 in haar kanton Ticino benoemd tot kantonnale inspectrice voor kleuterscholen.
In 1912 richtte ze met Rosetta Colombi het blad L'Adula op, een cultureel italofiel weekblad. Vanwege haar irredentistsiche en later fascistische overtuigingen moest de publicatie van dit blad in 1921 voor een korte periode worden stopgezet. De Staatsraad van Ticino (kantonnale regering) schorste Bontempi ook uit haar functie van inspectrice. In december 1922 nam ze deze functie echter opnieuw op. In 1931 werkte ze mee aan de redactie en de verspreiding van de Almanacco della Svizzera italiana, waarvan de irredentistische ondertoon leidde tot haar definitieve schorsing.
In 1935 werd ze samen met Emilio Colombi opgepakt en beschuldigd van hoogverraad, terwijl de Bondsraad L'Adula verbood. Het strafonderzoek werd later stopgezet, maar deze gebeurtenissen brachten de autoriteiten er wel toe om in het nieuwe Zwitsers Strafwetboek van 1937 een bepaling op te nemen die inbreuken tegen de onafhankelijkheid van de Confederatie strafbaar stelt (art. 266 Zwitsers Strafwetboek).

## Werken
- (it)  Bonalumi, G., La giovane Adula, 1970.
- (it)  "Teresa Bontempi" in Codiroli, P. (ed.), Diario di prigionia, 1999.